# Dower Act
 (avril 2024).
Si vous disposez d'ouvrages ou d'articles de référence ou si vous connaissez des sites web de qualité traitant du thème abordé ici, merci de compléter l'article en donnant les références utiles à sa vérifiabilité et en les liant à la section « Notes et références ».
 (avril 2024).
Le Dower Act (« loi sur la dot ») est une loi proposée par Emily Murphy, toujours en vigueur aujourd'hui. Son but est de protéger le droit de propriété des femmes mariées au Canada. Le texte est soutenu par plusieurs militantes du droit des femmes au Canada comme Louise McKinney et Henrietta Edwards
Il affirme que, même si la résidence d'habitation n'appartient qu'à un des deux membres du couple, le propriétaire ne peut la vendre sans le consentement de son époux, qui a le droit d'usufruit en cas de décès.